# Liste der Monuments historiques in Bruyères-le-Châtel
Die Liste der Monuments historiques in Bruyères-le-Châtel führt die Monuments historiques in der französischen Gemeinde Bruyères-le-Châtel auf.

## Liste der Bauwerke
| Bezeichnung               | Beschreibung | Standort | Kennzeichnung | Schutzstatus | Datum | Bild           |
| ------------------------- | ------------ | -------- | ------------- | ------------ | ----- | -------------- |
| Kirche St-Didier          |              | (Lage)   | PA00087842    | Classé       | 1931  | weitere Bilder |
| Menhir Pierre Beaumirault |              | (Lage)   | PA00087843    | Inscrit      | 1978  | weitere Bilder |

## Liste der Objekte

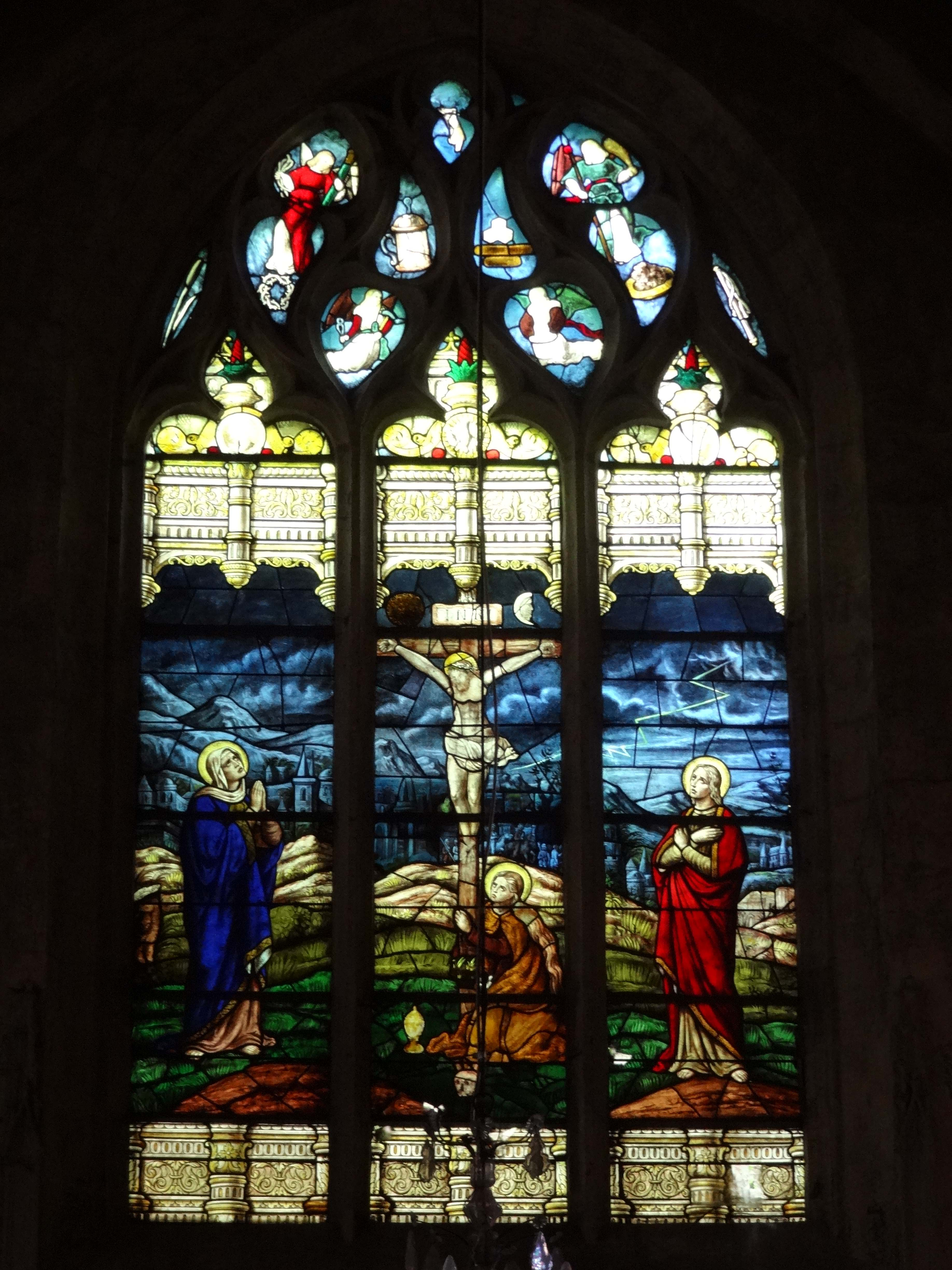
Bleiglasfenster in der Kirche St-Didier (15. Jahrhundert)

- Monuments historiques (Objekte) in Bruyères-le-Châtel in der Base Palissy des französischen Kultusministeriums